# جيمس جي. ماغيري
جيمس جي. ماغيري (بالإنجليزية: James G. Maguire)‏ هو قاضي ومحامي وسياسي أمريكي، ولد في 22 فبراير 1853 في بوسطن في الولايات المتحدة، وتوفي في 20 يونيو 1920 في سان فرانسيسكو في الولايات المتحدة. حزبياً، نشط في الحزب الديمقراطي. وقد انتخب عضو جمعية ولاية كاليفورنيا وانتخب عضو مجلس النواب الأمريكي.